# Никола Мошев
Никола Мошев Пейков е български овощар и розар. Роден на 8 август 1905 г. в с. Ново село, Великотърновски окръг.
Произхожда от прогресивно селско семейство. Член на БЗНС (1922). Целия си живот посвещава на Селскостопанския труд. Участва в борбите на БЗНС за подобряване положението на селските труженици и в кооперативното движение в страната. Най-големите му успехи са в овощарството . През 1973 г. получава високи добиви от праскови – по 3300 кг до 400 дка плодни насаждения. Внедрява нови промишлени технологии при отглеждането на маслодайните рози и постига високи резултати. Награден със званието „Герой на социалистическия труд“.  Удостоен с Указ № 2226 от 7. X. 1974 г. като специалист овощар в с. Дъскот. за дългогодишни високи постижения. Награден с „Ордена на труда“ – сребърен (1959) и златен (1966). 

## Произход и ранни години
Четиринадесетгодишен остава сирак и поема пътя на ратай, после на бахчеванин, на наемен тухларски работник. Заминава за Румъния с градинари в чокойска Румъния, скитал и с майстори по селата. През 1922 г. Свързва съдбата си с младежкото земеделско движение, което му дава сили и вяра за добро бъдеще. По-късно става секретар на организацията в с. Дъскот. През 1930 г. Никола Мошев, беден ратай тогава, решава да опита късмета си в чужбина. Няколко години събира ратайски пари за път преди да тръгне. Във Франция също не бил добър животът на ратая. Заминава 24 годишен за Тулуза, Франция, установява се на работа в разсадник.  Именно Арманд Рубишу, собственик на много земя и собственик на тулузката фирма „Демуй“, Никола Мошев иска съгласието му за курсовете по френски език. Рубишу вижда потенциала в българина и се съгласява като разбира се Рубишу не пропуснал да го предупреди, че курсовете ще се провеждат след осемчасовия работен ден. След шестгодишно обучение завършва курсовете по френски език, и през специалното училище по овощарство и декоративно градинарство. Фирмата повишава Никола и той става шеф на розариума.  Десет години чаракува в Тулуза. Работи за различни чифликчии. Научава много неща за дръвчетата и цветята.

## Завръщане в България и създаването на кооперативния розариум
През януари 1941 г., поисква да се върне в България.  Завръща се в България със 120 сорта декоративни рози и десетина сорта овошки в куфарите си. По пътя на подбора събира семе от шипка, засява го, произвежда разсад като създава нов вид шипка, шипка без бодли, използвана за семенник. Кооперативното стопанство открило големи възможности и кооператорите му отделили 200 декара земя да прилага тънкото си изкуство, като се убедили, че това ще увеличи доходите им. Посещават го делегации от Съветския съюз, Холандия, ГДР.  200 000 рози изпраща за Москва, в чехословашкото село Лидице. Повече от 2,5 милиона рози разсадника облагороди. В разсадника се създават прасковените градини в Кесарево, Сухиндол, Ресен, сливовата в Елена, градини засаждани под ръководството на Никола Мошев. Всяка година дъскотският розариум обогатява цветното богатство на страна с над 200 000 розови храста. Никола Мошев организира школа по розарство село Дъскот. 
Подготвил е майстори-овощари-резачи, присадачи, както и формировчици.  Негови възпитаници са розарите Кирил Хинов, Петър Тодоров, Тодор Михайлов, Христо Донев и поколение розари и овощари. 
Дъскот предава на „Булгарплод“ близо половин милион облагородени рози. С  фиданки от собствения му разсадник се създава първата кооперативна градина на кооперация „Пчела“ в Кръвеник. 
От кооперативния разсадник в Дъскот излизаха годишно 200-300 хиляди дървета с тях бяха създадени овощни градини в Елена, Габрово, Дряново и в целия край. Създават и в Дъскот.
Първите 140 дка – още през 1950 г. После втори, трети. 
По идея на Никола Мошев овошки се засяват покрай шосетата, пътищата, каналите. Казанлъшката станция взема от него шипката без бодли. 
Началото но 70-те, разсадника бива закрит.
През 1973 г. кооперативната му градина - „Екол дьо Дъскот“ отглежда сортовете праскови Редхейвън, от който добивът стига 3 тона от декар, както и от Кардинал, Мариголд, Хелфорд I и II, Диксеред и Везувио.
Нивата му „Биюкалан“ става първото опитно поле у нас по декоративни рози. Неговите розови коренчета влизат в експортната листа на родината. 

## Последни години и смърт
През 1983 г.  Българската национална телевизия излъчва филм в знак на признателност към него.
През 1984 г. госпожа Бонка Русанова от растителна защита гр. Павликени идва в с. Дъскот и собственоръчно унищожава част от дръвчетата със оправданието й, че страдат от тумор на кореновата система. Малко след това е хоспитализиран в болница със хипертонична криза.
Почива на 2 юни 1984 г. (Денят на розата) на 78-годишна възраст, след дълго боледуване в с. Дъскот. 